# Альберто Войтех Фріч
Альберто Войтех Фріч (чеськ. Alberto Vojtech Frič; 8 вересня 1882, Прага — 4 грудня 1944, Прага) — чеський етнограф, мандрівник, ботанік і письменник.

## Біографія

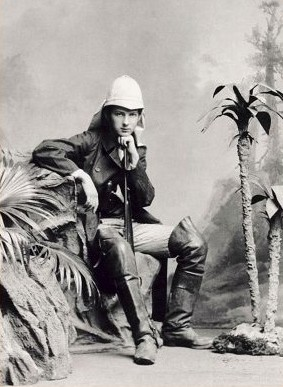
Альберто Фріч у 1901 році в празькій фотостудії після повернення з першої експедиції до Америки

Ще бувши гімназистом, Фріч почав розводити кактуси у власній оранжереї. І вже у 15 років став справжнім фахівцем в цій галузі.
Фрічу не було ще й 19 років, коли він, в 1901 році, вирушив у першу у своєму житті експедицію — за кактусами в Південну Америку. У Бразилії він вперше зіткнувся з індіанськими племенами і вперше зацікавився життям американських аборигенів.
У 1903 році Альберто Войтех Фріч, заручившись підтримкою брюссельської фірми з розведення кактусів, знову тримає шлях до Південної Америки. Цього разу він вирушив спочатку до Аргентини, а звідти в Парагвай, по дорозі заводячи дружбу з місцевими племенами. Він, на відміну від багатьох своїх сучасників, захоплювався індіанцями, деякий час жив серед них і прагнув оберігати їх від впливу білих людей.
Індіанські племена, що жили вздовж течії річки Парагвай, приймали чеського мандрівника як свого. Він жив серед них, проводив археологічні розкопки, складав словники місцевих мов, фотографував. Не забував він і про свої ботанічні інтереси: чеху вдалося виявити кілька нових видів кактусів.
У 1905 році з багатою колекцією Альберто Войтех Фріч повернувся до Праги. Проте вже в наступному році він знову здійснив подорож до Південної Америки — з Бразилії попрямував до Патагонії, а звідти до Парагваю — в гості до свого улюбленого племені Чамакоко.
У 1919 році Фріч увійшов до складу чехословацької делегації, яка брала участь у Мирній конференції в Парижі. Він сподівався на отримання дипломатичного поста в Південній Америці, однак його надії не виправдалися. Рік по тому внаслідок розбіжностей в поглядах з міністром закордонних справ, а пізніше другим чехословацьким президентом Едвардом Бенешем Альберто Войтех Фріч іде з державної служби, щоб цілком присвятити себе подорожам і кактусам. Цього разу його увагу привернула Мексика. Тут його зацікавили кактуси, що мають наркотичну дію. Про свої експерименти з ними Фріч написав у 1924 році окрему книгу.

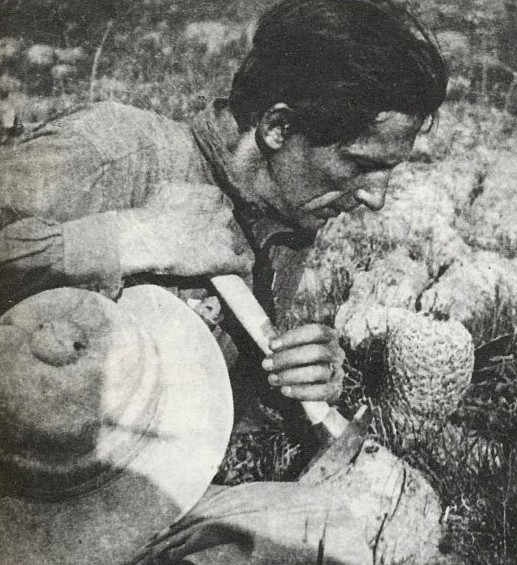
Фріч у Мексиці (1924)

Коли в 1924 році Фріч повернувся додому з Мексики, з собою він привіз близько 200 видів рослин та насіння.
У жовтні 1928 року чеський ботанік і етнограф вирушив у свою останню подорож за океан. Його маршрут пролягав через Уругвай і Аргентину в Кордильєри. В області Салінас Фріч піднявся на висоту 5 700 метрів і знайшов у горах безліч кактусів та інших рідкісних рослин. Одна з них — «Ребуція Ейнштейна», яку він назвав на честь великого фізика.
Останні роки свого життя чеський учений провів на своїй празькій віллі, відгородившись від усіх стінами своїх парників. Вілла «Божінка» була відома кактусистам у всьому світі. Фріч відмовився визнати німецьку окупацію Чехословаччини в 1939 році і навіть перестав на знак протесту виходити з дому. За зухвалість, висловлену в обличчя фашистському чиновнику, вчений був позбавлений палива, і під час суворої зими 1939–1940 років у нього в теплицях загинуло близько 30 тисяч кактусів, здебільшого унікальних.
За іронією долі Альберто Войтех Фріч, переживши безліч небезпек в джунглях, малярію, напад ягуара і неприязнь ворогів, у 1944 вмирає від правця, поранившись об іржавий цвях у себе на віллі.

## Наукові досягнення

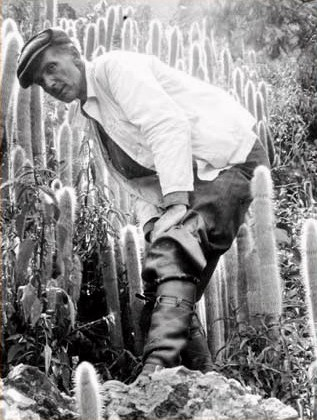
Фріч наприкінці 1920-х

Статті Фріча, лекції та зібрані ним колекції внесли величезний внесок у розвиток кактусівництва, а в Чехії викликали справжню кактусну «лихоманку», якою заразився і знаменитий письменник Карел Чапек.
Багато що з його колекцій придбали музеї в Берліні, Нью-Йорку і Петербурзі. Царська імператорська Академія наук у Петербурзі визнала Фріча своїм членом-кореспондентом. Він був офіційним постачальником Петербурзького Музею антропології та етнографії.
Кактусисти всього світу зобов'язані чеському ботаніку відкриттям багатьох рослин, список його відкриттів зайняв би кілька сторінок. Найбільшою його заслугою було відкриття нових, найбагатших місць зростання кактусів у важкодоступних високогірних районах Аргентини і Болівії. І сталося це в той час, коли всі «мисливці за кактусами» вважали, що у світі кактусів вже все відомо.
Фріч постачав рослини для найбільших торгових фірм Хааге в Німеччині і Ф. де Лаєта в Бельгії. Він відкрив та описав багато відомих видів кактусів, наприклад Gymnocalycium mihanovichii. У 1925 році Фріч встановив монотипний рід  Obregonia. Після його уточненого діагнозу в 1928 році отримали статус самостійного роду нотокактуси. У 1930 році він описав рід Neowerdermannia.

## Літературна діяльність
Спираючись на свій досвід мандрівника, Фріч написав багато як професійних книг, так і пригодницьких книжок для дітей. Його замітки, в яких він описував індіанські звичаї, були значним внеском в етнографію індіанців Південної Америки.

## Визнання

Cereus fricii — кактус з роду Цереус, названий Куртом Бакебергом на честь Альберто Войтеха Фріча

На честь Альберто Войтеха Фріча названі такі таксони:
- Echinopsis poco v. friciana,
- Parodia friciana,
- Gymnocalycium fricianum,
- Notocactus fricianus,
- Cephalocereus fricii,
- Cereus fricii,
- Cleistocactus strausii v. fricii,
- Echinopsis fricii,
- Lophophora fricii,
- Mediolobivia fricii,
- Stenocereus fricii,
- Fricara (hybr.).

На честь його дружини Драгоміри (Драги) Фріч (Drahomira (Draga) Frič) названі:
- Andenea dragai,
- Lobivia dragai (Lobivia chrysantha).